# 케이티 커릭
캐서린 앤 "케이티" 커릭(영어: Katherine Anne "Katie" Couric, 1957년 1월 7일~)은 미국의 뉴스 진행자, 언론인이다.
NBC 《투데이》의 캐스터로 인기를 얻어, 2006년부터 2011년까지 CBS의 전국 넷 프로그램 《CBS 이브닝 뉴스》의 캐스터를 맡는다. 오후 6시 30분대의 3대 네트워크 전국 뉴스로는 첫 단독 여성 앵커로 주목 받았다. 현재 미국에서 가장 권위있는 뉴스 캐스터의 하나이며, 타임지 선정 세계에서 가장 영향력있는 사람 100인에 오른 여성 5명 중 한명이기도 하다. 2006년 계약금은 포브스지의 발표에 의하면 1500만 달러로 연예인 소득 랭킹 (배우, 영화 감독, 뮤지션 등)에서 62위, 뉴스 캐스터는 1위이다.

## 출연 작품

### 영화
- 2016년 쥬랜더 리턴즈 - 본인 역

## 기획

### 영화
- 2021년 터닝 테이블스: 쿠킹, 서빙, 엔드 서바이빙 인 어 글로벌 팬데믹 (다큐멘터리)